# ビキシン
ビキシン (bixin) はアポカロテノイドの一種で、ベニノキ (Bixa orellana) の種子に含まれる天然着色料、アナトーから得られる。アナトー種子は約5%の色素を含み、その内70～80%がビキシンである。
純粋なビキシンは不安定で、幾何異性体のtrans-ビキシン（β-ビキシン）へと異性化する。
ビキシンは脂溶性で水には不溶。アルカリ下ではメチルエステルが加水分解され、水溶性のジカルボン酸、ノルビキシンを与える。

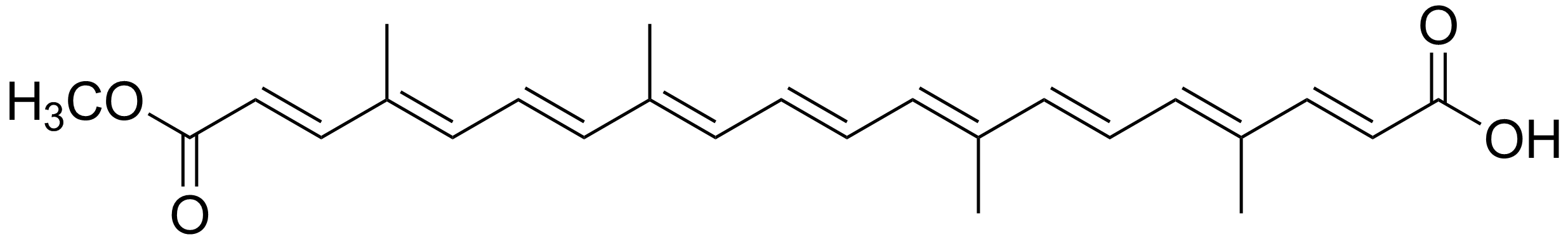
trans-ビキシンの構造
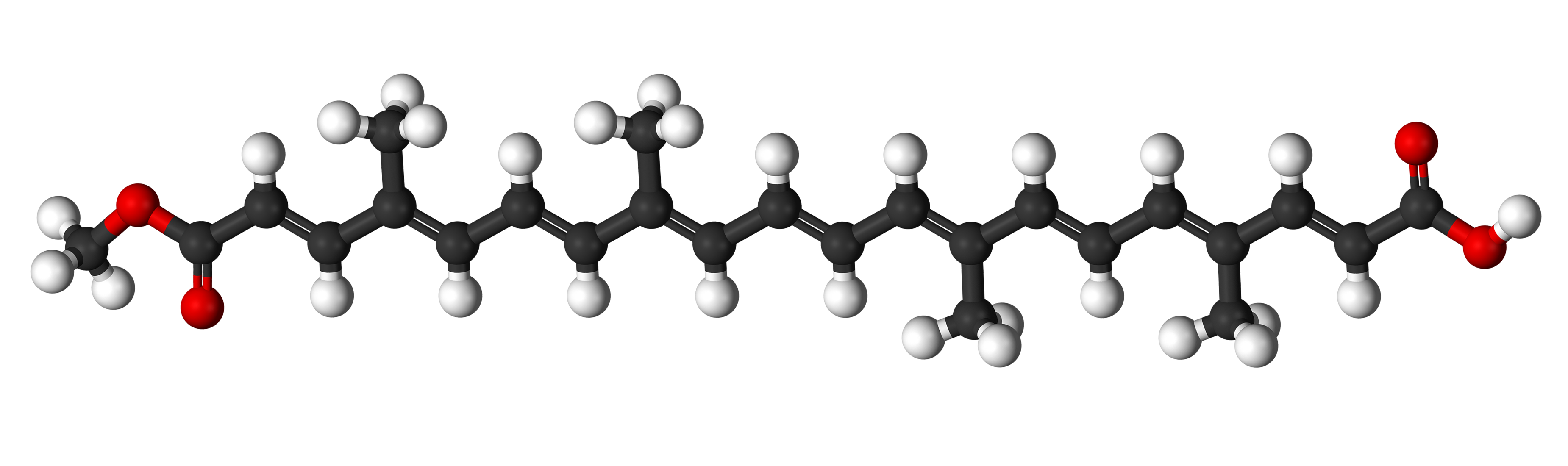
trans-ビキシンの球棒モデル
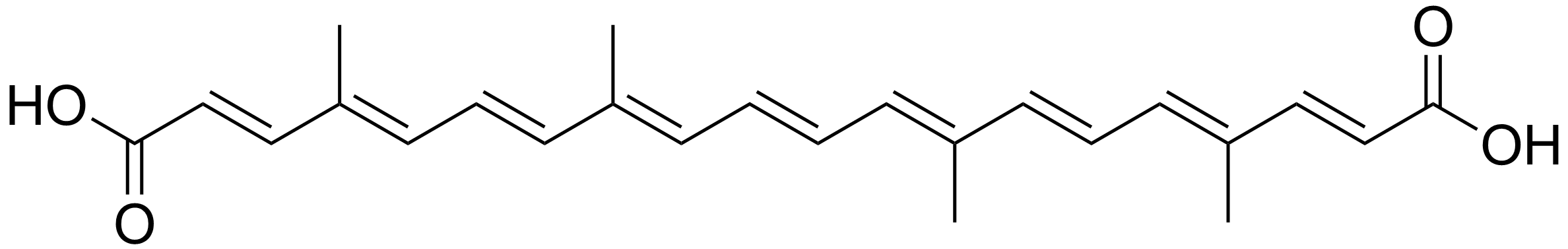
ノルビキシンの構造